# Ricardo Villarreal García
Ricardo Villarreal García (San Miguel de Allende, Guanajuato, 12 de abril de 1981) es un político mexicano, miembro del Partido Acción Nacional que ha sido en dos ocasiones diputado federal y presidente municipal de San Miguel de Allende, Guanajuato.

## Reseña biográfica
Ricardo Villarreal García es licenciado en Derecho egresado de la Escuela Libre de Derecho, es hermano de Luis Alberto Villarreal García, quien ha ocupado también los cargos de diputado federal y presidente municipal de San Miguel de Allende.
Desde 2000 ejerció actividades como simpatizante y partícipe en las campañas electorales del PAN, junto con el ejercicio privado de su profesión. De 2003 a 2005 fue asesor del grupo parlamentario del PAN en la Cámara de Diputados y a partir de ese último año se convirtió formalmente en miembro activo del partido, continuando sus actividades como asesor y coordinador en campañas electorales.
En 2012 fue elegido por primera ocasión diputado federal, en representación del Distrito 2 de Guanajuato a la LXII Legislatura que culminaría en 2015; durante su transcurso fue secretario de la comisión de Hacienda y Crédito Público; secretario del Comité del Centro de Estudios de las Finanzas Públicas; e integrante de las comisiones de Energía; de Puntos Constitucionales; Especial de ciudades patrimonio de la humanidad; y, Especial de Fortalecimiento a la educación superior y la capacitación para impulsar el desarrollo y la competitividad.
Solicitó y obtuvo licencia al cargo de diputado entre el 14 de abril y el 10 de julio de 2015 al ser postulado candidato del PAN a presidente municipal de San Miguel de Allende en las elecciones de ese año, resultado triunfador y asumiendo la titularidad del ayuntamiento el 10 de octubre del mismo año para el periodo que terminaba en 2018.
Aunque inicialmente había anunciado que buscaría la reelección como presidente municipal, finalmente aceptó la postulación nuevamente como diputado federal por el distrito 2, por lo que se separó de la presidencia municipal el 24 de marzo de 2018. Postulado a diputado por la coalición Por México al Frente, fue elegido a la LXIV Legislatura que terminará en 2021, en ella es presidente de la comisión de Federalismo y Desarrollo Municipal; e integrante de la de Puntos Constitucionales.